# 800 mètres masculin aux Jeux olympiques d'été de 1924 (athlétisme)
Pour un article plus général, voir Athlétisme aux Jeux olympiques d'été de 1924.
Navigation
Anvers 1920 Amsterdam 1928
L'épreuve du 800 mètres masculin aux Jeux olympiques de 1924 s'est déroulée les 6 au 8 juillet 1924 au Stade olympique Yves-du-Manoir de Paris, en France.  Elle est remportée par le Britannique Douglas Lowe.

## Résultats

### Finale
| Rang               | Athlète         | Pays            | Temps        |
| ------------------ | --------------- | --------------- | ------------ |
| Médaille d'or      | Douglas Lowe    | Grande-Bretagne | 1 min 52 s 4 |
| Médaille d'argent  | Paul Martin     | Suisse          | 1 min 52 s 6 |
| Médaille de bronze | Schuyler Enck   | États-Unis      | 1 min 53 s 0 |
| 4                  | Henry Stallard  | Grande-Bretagne | 1 min 53 s 0 |
| 5                  | Bill Richardson | États-Unis      | 1 min 53 s 8 |
| 6                  | Ray Dodge       | États-Unis      | 1 min 54 s 2 |
| 7                  | John Watters    | États-Unis      | 1 min 54 s 8 |
| 8                  | Charles Hoff    | Norvège         | 1 min 56 s 7 |
| 9                  | Harry Houghton  | Grande-Bretagne | 1 min 58 s 0 |